# Savara latimargo
Savara latimargo là một loài bướm đêm trong họ Noctuidae.